# Moriago della Battaglia
Moriago della Battaglia är en ort och kommun i provinsen Treviso i regionen Veneto i Italien. Kommunen hade 2 836 invånare (2018).